# Kilina Cremona
Kilina Cremona est une danseuse, chorégraphe et pédagogue française née à Paris le 10 mai 1947.
Formée à Paris chez Karin Waehner et à New York au Studio Cunningham, elle danse aussi pour Meredith Monk, David Gordon (en), Twyla Tharp et Viola Farber.
De retour en France en 1980, elle fonde sa compagnie à Lyon et y crée notamment Symphonie solitude en 1990, pièce primée au Concours chorégraphique international de Bagnolet.
En 1995, elle s'établit à Zagreb (Croatie) où elle ouvre un centre de danse contemporaine à l'intention des jeunes et des futurs professionnels, ATHENA. Ce projet obtient, en 1995, le prix Villa Médicis hors les murs.
Devenue malentendante, elle revient à Lyon en 2002 et ouvre les Ateliers Desmaé.

## Œuvres principales
- 1980 : Boivre
- 1984 : Corne d'Est
- 1985 : Alphard
- 1986 : Copernic, opéra
- 1990 : Symphonie solitude
- 1990 : Nuvol blanc
- 1996 : L'Éloge de la gourmandise
- 2000 : Loup bleu